# Harvey (film 1950)
Harvey è un film del 1950 diretto da Henry Koster.
Il soggetto è tratto dalla pièce omonima di Mary Chase, vincitrice del premio Premio Pulitzer nel 1945. Nel 2000 l'American Film Institute lo inserì al 35º posto della classifica delle cento migliori commedie americane di tutti i tempi.

## Trama
Elwood P. Dowd afferma di avere per amico un grosso coniglio bianco, Harvey, che vede solo lui e gli sta sempre al fianco: con questo suo bizzarro comportamento rovina una festa organizzata dalla sorella Veta Louise per trovare uno sposo a sua figlia Myrtle Mae. Sempre più imbarazzata dalle reazioni delle persone quando Elwood racconta come ha conosciuto Harvey, Veta decide di farlo ricoverare in una clinica psichiatrica, ma una sequela di malintesi fa credere al Dr. Sanderson che sia lei e non il fratello a necessitare di cure: il nerboruto infermiere Wilson è così incaricato di ricoverarla, mentre Elwood viene rimesso in libertà. Sanderson, timoroso che Elwood possa fare ricorso alla giustizia per quanto accaduto, se la prende con l'infermiera Kelly, della quale non ricambia il sentimento di amore. Accortosi in seguito dell'errore, Sanderson viene licenziato dal Dr.Chumley, capo della clinica, che corre alla ricerca di Elwood e viene intanto minacciato di azioni legali da Veta. Dopo aver trovato Elwood, Chumley deve ricredersi sull'esistenza del pooka Harvey e, terrorizzato, riassume Sanderson (che nel frattempo si è innamorato di Kelly) e lo nomina capo clinica al suo posto. Sanderson è deciso a curare Elwood con un siero speciale, ma un ripensamento all'ultimo istante della sorella impedisce che ciò accada; poiché nel frattempo Harvey, inizialmente intenzionato a lasciare Elwood per andare a vivere con Chumley, ritorna sui suoi passi, la storia si conclude col ritorno a casa di Veta, Elwood e Harvey, e coi legami instaurati tra Sanderson e Kelly e Wilson e Myrtle Mae.

## Cast
Josephine Hull, Victoria Horne e Jesse White avevano già interpretato la parte a Broadway. Anche Gino Cervi, che doppiò James Stewart nella versione italiana, interpretò il ruolo di Elwood P. Dowd nei palcoscenici italiani.
James Stewart, anch'egli interprete della commedia teatrale nel 1947, ebbe la sua quarta candidatura all'Oscar per il miglior attore protagonista nel 1951, premio poi vinto da José Ferrer con Cirano di Bergerac.
Gianrico Tedeschi, nel 1962, fu un indimenticabile Mr. Dowd. La commedia, con la regìa di Gilberto Tofano, fu trasmessa dalla Rai il 23 aprile 1962.

## Premi e riconoscimenti
- 1951 - Premio Oscar
  - Miglior attrice non protagonista a Josephine Hull
  - Candidatura come miglior attore protagonista a James Stewart
- 1951 - Golden Globe
  - Miglior attrice non protagonista a Josephine Hull
  - Miglior film drammatico
  - Candidatura come miglior attore in un film drammatico a James Stewart
- 1951 - Premio Hugo
  - Miglior rappresentazione drammatica

## Influenza culturale
Nel film Chi ha incastrato Roger Rabbit (1988) il regista Robert Zemeckis rende omaggio al film con una citazione: nella scena del bar dove il giudice Morton offre una somma in denaro a chiunque avesse visto in giro un coniglio bianco, uno dei clienti con la faccia si fa avanti esclamando "Ehi, io ho visto un coniglio!", dopodiché si gira e allungando il braccio come se abbracciasse qualcuno continua "Saluta il signore, Harvey!" e tutti scoppiano a ridere.